# シティタワー仙台一番町レジデンス
シティタワー仙台一番町レジデンス（シティタワーせんだいいちばんちょうレジデンス）は、宮城県仙台市青葉区一番町に所在する高層マンションである。

## 概要
仙台市都心部、南町通りに面した敷地に建設された高層マンション。総戸数134戸。住友不動産による仙台市都心部における5棟目の高層マンション開発プロジェクトであり、販売時には「イチバンタワー」という愛称がつけられた。
仙台市の条例で定められた杜の都防災力向上マンション認定制度における、認定第1号である。

## 沿革
- 2012年10月 - （仮称）仙台一番町計画として着工。計画当初の総戸数は144戸であった。
- 2015年
  - 4月7日 - 竣工。
  - 7月 - 入居開始。